# Chiukepo Msowoya
Chiukepo Msowoya (ur. 23 września 1988 w Karondze) – piłkarz malawijski grający na pozycji napastnika.

## Kariera klubowa
Karierę piłkarską Msowoya rozpoczął w klubie KRADD Eagles Karonga. W 2005 roku zadebiutował w jego barwach w pierwszej lidze Malawi. Następnie w 2006 roku odszedł do Red Lions FC, a w 2007 roku został zawodnikiem ESCOM United FC, z którym w tym samym roku wywalczył mistrzostwo Malawi i został królem strzelców rozgrywek. W 2009 roku grał w mozambickim Liga Muçulmana Maputo, a w połowie roku odszedł do rwandyjskiego APR FC, z którym zdobył mistrzostwo i Puchar Rwandy. Po zakończeniu sezonu przeszedł do Orlando Pirates. Grał tam niewiele, lecz wywalczył mistrzostwo i Puchar Republiki Południowej Afryki. W 2015 roku z Nyasa Big Bullets FC zdobył mistrzostwo Malawi. Na początku 2017 roku został graczem Golden Arrows. W latach 2017–2021 ponownie grał w Nyasa Big Bullets. W latach 2018, 2019 i 2021 trzykrotnie z rzędu został mistrzem Malawi. W 2022 przeszedł do Mighty Wanderers FC.

## Kariera reprezentacyjna
W reprezentacji Malawi Msowoya zadebiutował 24 czerwca 2006 roku w zremisowanym 1:1 towarzyskim meczu z Zimbabwe, rozegranym w Maputo. W 2010 roku w Pucharze Narodów Afryki 2010 był podstawowym zawodnikiem i zagrał w 3 meczach: z Algierią (3:0), z Angolą (0:2) i z Mali (1:3).